# Petzold & Aulhorn

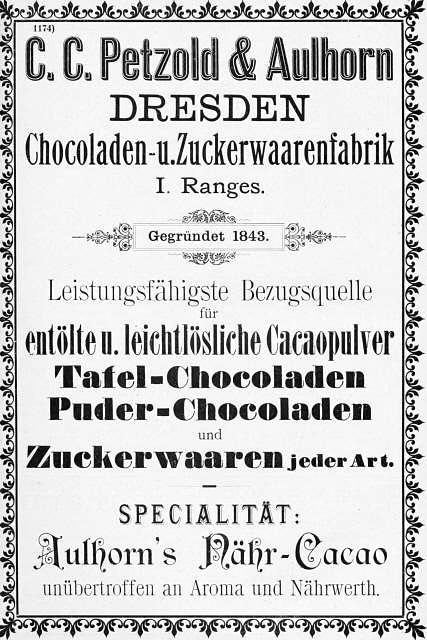
Anzeige der Firma Petzold & Aulhorn (1897)

C. C. Petzold & Aulhorn war eine Schokoladen- und Zuckerwaren-Fabrik, die im Jahr 1843 in Dresden von dem Konditor Carl Christian Petzold (* 28. April 1816 in Leipzig; † 18. Mai 1878 in Dresden) und dem Kaufmann Ernst Louis Aulhorn (* 28. Juli 1818 in Dippoldiswalde; † 7. Juni 1891 in Dresden) gegründet wurde und dort bis 1945 existierte.

## Geschichte

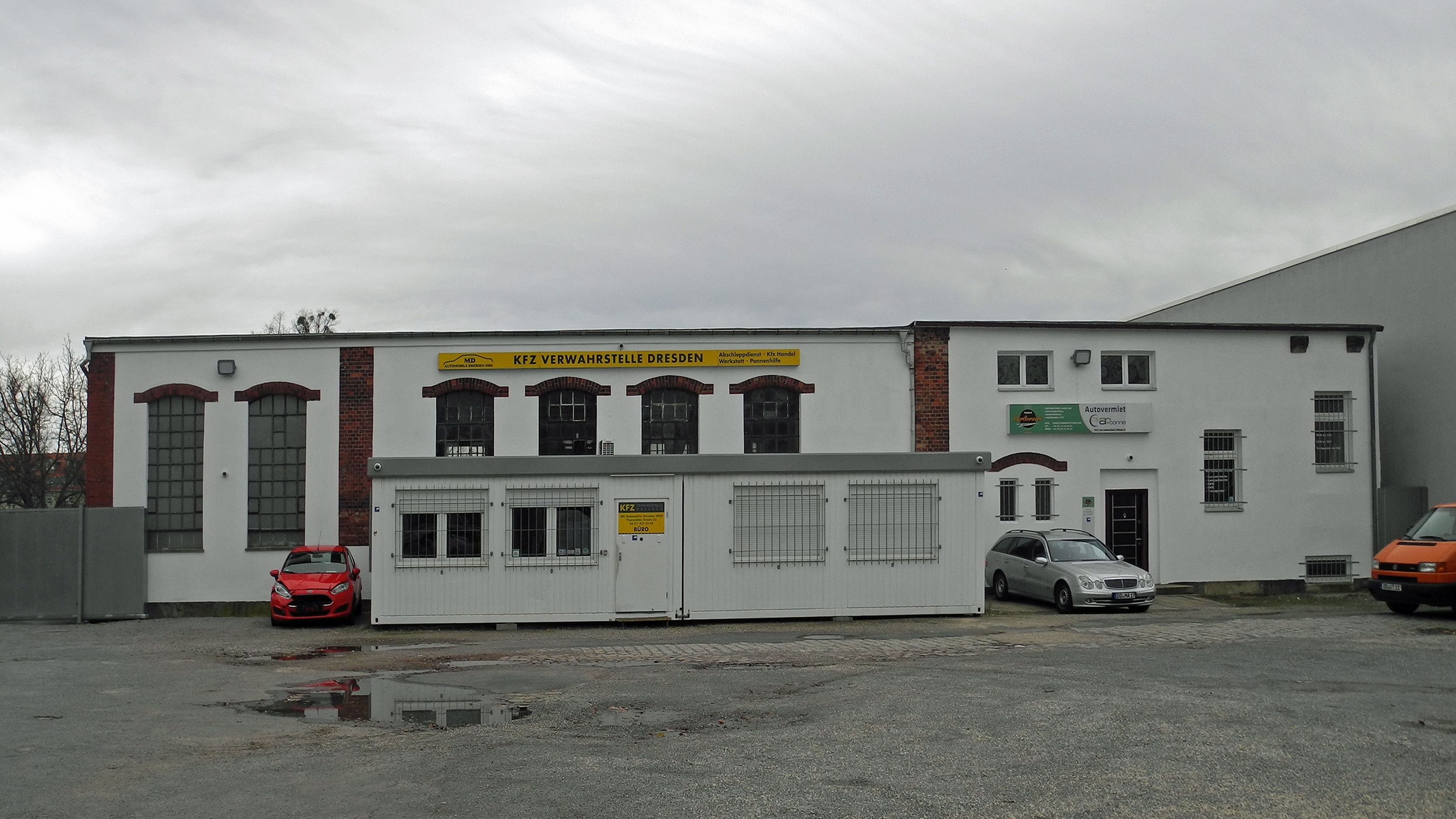
Gebäuderest der ehem. Fabrik in Dresden-Plauen

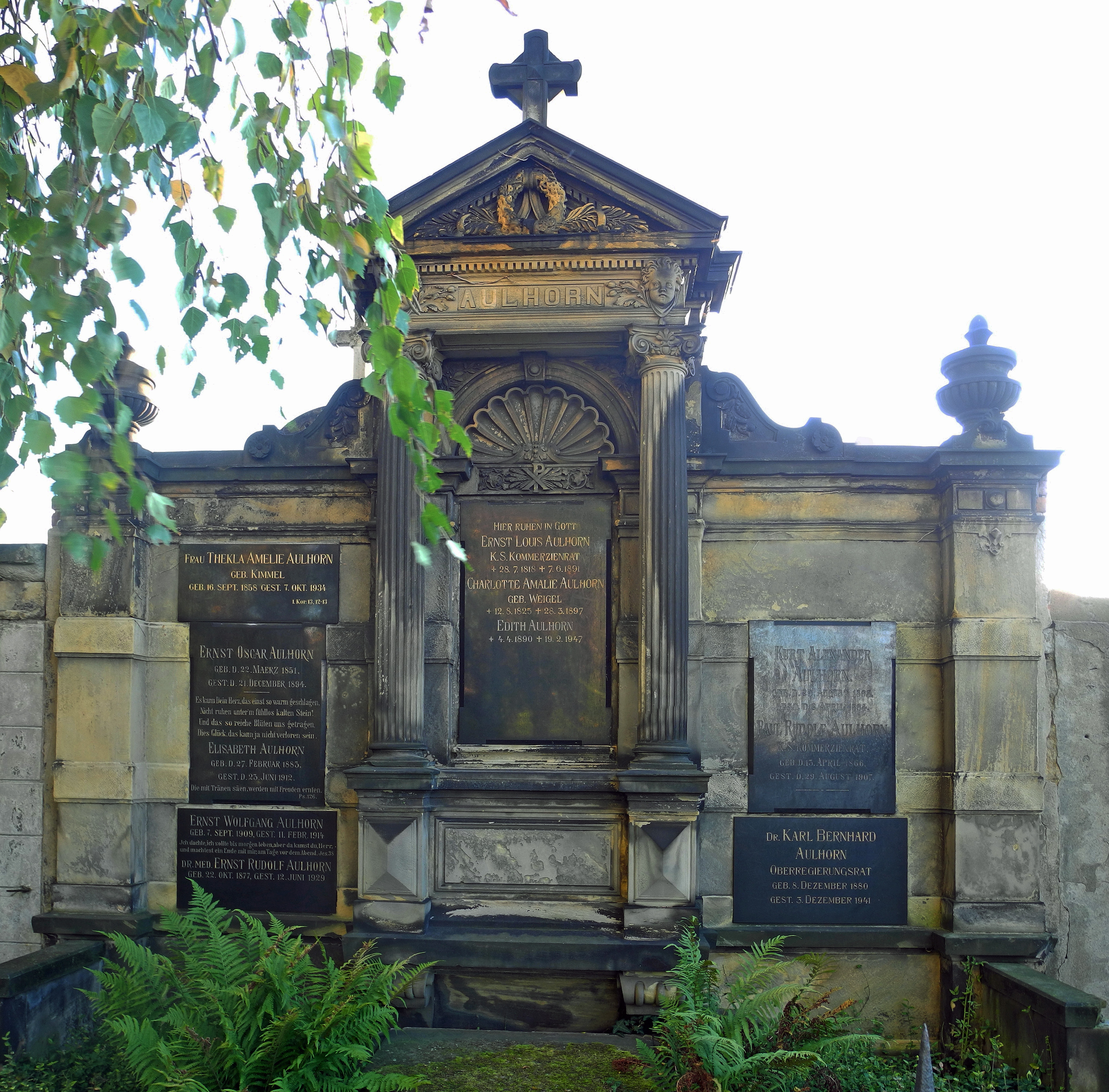
Grabstätte der Familie Aulhorn auf dem Alten Annenfriedhof in Dresden

Das Unternehmen betrieb eine der ältesten Schokoladenfabriken Deutschlands. Seine Geschäftsräume waren ursprünglich im Haus Am See 10 und von 1855 bis 1898 auf dem Grundstück Fabrikstraße 49 (später Zwickauer Straße 22). In den Jahren 1897/1898 wurde auf dem Gelände des ehemaligen Reisewitzer Gartens, und zwar auf dem Eckgrundstück Bienertstraße 1 / Tharandter Straße, eine neue Fabrikanlage errichtet, in der die Produktion bis zur Zerstörung am 17. April 1945 erfolgte. 1899 wurde die Firma in eine Aktiengesellschaft umgewandelt. Die Produkte wurden unter den Marken Edda, Pea und Deutschmeister vertrieben.
Petzold, dessen Nachname zu seinen Lebzeiten auch häufig Petzoldt geschrieben wurde, trat 1873 aus dem Unternehmen aus. Aulhorn, der mit dem Ehrentitel eines (königlich sächsischen) Kommerzienrats ausgezeichnet wurde, wohnte mit seiner Familie zunächst in der Villa Elsa-Brändström-Straße 13 in Dresden-Strehlen mit großem parkartigen Garten. Später bewohnten sie die (1945 zerstörte) Villa Leubnitzer Straße 20. Aulhorn hatte mit seiner Ehefrau Charlotte Amalie geb. Weigel (1825–1897) fünf Kinder. Die beiden Söhne Ernst Oskar Aulhorn und Paul Rudolf Aulhorn wurden später Teilhaber und Mitinhaber der Schokoladenfabrik:
- Ernst Oskar Aulhorn (* 22. März 1851 in Dresden; † 21. Dezember 1894 in Dresden) war als Kaufmann ab 1874 Teilhaber und wohnte gemeinsam mit seiner Ehefrau Thekla Amelie geb. Kimmel (1858–1934) und den gemeinsamen sechs Kindern in der Aulhorn'schen Villa auf dem alten Fabrikgelände Zwickauer Straße 22 (1945 zerstört).[A 1]
- Paul Rudolf Aulhorn (* 13. April 1866 in Dresden; † 29. August 1907), verheiratet mit Johanne Siegfriede geb. Ostberg (* 1871), war als Kaufmann und königlich sächsischer Kommerzienrat ab 1891 Mitinhaber und Vorstand der C. C. Petzold & Aulhorn AG.

Die Familiengrabstätte befindet sich auf dem Alten Annenfriedhof in Dresden.

## Entwicklung nach 1945
Nach 1945 wurde der Sitz der Petzold & Aulhorn AG nach Hamburg verlegt. Auch in Harksheide gab es ein Pea-Werk (nach Stadtgründung: Norderstedt).
In den 1990er Jahren wurde das Unternehmen von Barry Callebaut übernommen. Die Marke Pea wird von der Pea Süßwaren GmbH in Veitshöchheim weitergeführt. Dieses Unternehmen gehört zur Frankonia Schokoladenwerke GmbH.